# 第76回全国高等学校サッカー選手権大会
第76回全国高等学校サッカー選手権大会（だい76かいこうとうがっこうサッカーせんしゅけんたいかい）は、1997年12月30日から1998年1月8日まで10日間わたって行われた、全国高等学校サッカー選手権大会である。1月8日の決勝戦は雪が降る中で行われたため、「雪の決勝」と呼ばれている。

## 概要
- キャッチフレーズ ここから、夢がはじまる。

### 日程
- 開会式　12月30日
- 1回戦　12月31日
- 2回戦　1月2日
- 3回戦　1月3日
- 準々決勝　1月5日
- 準決勝　　1月7日
- 決勝　1月8日

### 使用会場
- 国立霞ヶ丘競技場陸上競技場（準決勝・決勝）
- 千葉県総合運動場陸上競技場（1回戦～準々決勝）
- 埼玉県大宮公園サッカー場（1回戦～準々決勝）
- 駒沢オリンピック公園陸上競技場（1回戦～3回戦）
- 三ツ沢公園球技場（1回戦～3回戦）
- 西が丘サッカー場（1回戦～2回戦）
- 等々力陸上競技場（1回戦～2回戦）
- 習志野市秋津サッカー場（1回戦～2回戦）
- 浦和市駒場陸上競技場（1回戦～2回戦）

## 出場校
北海道・東北
- 北海道代表 室蘭大谷
- 青森県代表 青森山田
- 岩手県代表 大船渡
- 宮城県代表 仙台育英
- 秋田県代表 秋田商
- 山形県代表 日大山形
- 福島県代表 福島工

関東
- 茨城県代表 水戸短大付
- 栃木県代表 国学院栃木
- 群馬県代表 前橋商
- 埼玉県代表 浦和東
- 千葉県代表 八千代
- 東京都A代表 帝京
- 東京都B代表 駒場
- 神奈川県代表 逗葉
- 山梨県代表 帝京三

中部
- 新潟県代表 新潟工
- 富山県代表 富山一
- 石川県代表 星稜
- 福井県代表 丸岡
- 長野県代表 明科
- 岐阜県代表 岐阜工
- 静岡県代表 藤枝東
- 愛知県代表 愛産大三河
- 三重県代表 四日市工

近畿
- 滋賀県代表 草津東
- 京都府代表 山城
- 大阪府代表 関大一
- 兵庫県代表 滝川二
- 奈良県代表 奈良育英
- 和歌山県代表 近大和歌山

中国
- 鳥取県代表 米子工
- 島根県代表 大社
- 岡山県代表 東岡山工
- 広島県代表 沼田
- 山口県代表 多々良学園

四国
- 徳島県代表 徳島市立
- 香川県代表 高松商
- 愛媛県代表 新居浜工
- 高知県代表 高知

九州
- 福岡県代表 東福岡
- 佐賀県代表 佐賀商
- 長崎県代表 国見
- 熊本県代表 大津
- 大分県代表 情報科学
- 宮崎県代表 鵬翔
- 鹿児島県代表鹿児島実
- 沖縄県代表 那覇西

## 試合

### 1回戦
- 日大山形 0 - 3 草津東
- 室蘭大谷 4 - 2 東岡山工
- 帝京 4 - 0 大社
- 星稜 1 - 0 近大和歌山
- 浦和東 0 - 4 鹿児島実
- 前橋商 2 - 0 多々良学園
- 国学院栃木 0 - 0 四日市工（PK 4 - 3）
- 仙台育英 0 - 2 山城

- 大津 3 - 2 青森山田
- 駒場 2 - 2 米子工（PK 4 - 5）
- 沼田 3 - 0 明科
- 鵬翔 1 - 1 丸岡（PK 4 - 5）
- 新潟工 2 - 2 情報科学（PK 1 - 4）
- 富山一 0 - 5 東福岡
- 佐賀商 1 - 1 水戸短大付（PK 2 - 4）
- 秋田商 3 - 1 新居浜工

### 2回戦
- 八千代 4 - 0 那覇西
- 草津東 2 - 0 室蘭大谷
- 帝京 2 - 0 星稜
- 帝京三 0 - 3 奈良育英
- 岐阜工 2 - 1 高松商
- 鹿児島実 1 - 4 前橋商
- 国学院栃木 4 - 1 山城
- 高知 0 - 5 藤枝東

- 徳島市立 1 - 2 大船渡
- 大津 2 - 0 米子工
- 沼田 0 - 0 丸岡（PK 2 - 3）
- 愛産大三河 2 - 2 滝川二（PK 2 - 4）
- 福島工 0 - 7 国見
- 情報科学 0 - 4 東福岡
- 水戸短大付 0 - 1 秋田商
- 関大一 1 - 3 逗葉

### 3回戦
- 八千代 2 - 0 草津東
- 帝京 1 - 1 奈良育英（PK 6 - 5）
- 岐阜工 1 - 0 前橋商
- 国学院栃木 1 - 5 藤枝東

- 大船渡 2 - 2 大津（PK 1 - 4）
- 丸岡 1 - 0 滝川二
- 国見 0 - 2 東福岡
- 秋田商 1 - 2 逗葉

### 準々決勝
- 八千代 1 - 4 帝京
- 岐阜工 1 - 3 藤枝東

- 大津 1 - 1 丸岡（PK 2 - 4）
- 東福岡 5 - 0 逗葉

### 準決勝
- 帝京 2 - 0 藤枝東
- 丸岡 1 - 3 東福岡

### 決勝
- 帝京 1 - 2 東福岡

## 得点王
- 金古聖司 (東福岡)・河村優 (藤枝東) 5得点

## 主な出場選手
- FW
  - 木島良輔（帝京→横浜M/横浜FM→大分→東京V→熊本→町田→松本→東京V→讃岐）
  - 巻誠一郎（大津→駒澤大学→市原/千葉→アムカル・ペルミ→深圳紅鑽→東京V→熊本）
- MF
  - 本山雅志（東福岡→鹿島→北九州）
  - 中田浩二（帝京→鹿島→マルセイユ→バーゼル→鹿島）
  - 石川竜也（藤枝東→筑波大学→鹿島→東京V→山形）
  - 羽生直剛（八千代→筑波大学→千葉→FC東京→甲府→FC東京→千葉）
  - 小笠原満男（大船渡→鹿島→メッシーナ→鹿島）
  - 遠藤保仁（鹿児島実→横浜F→京都→G大阪）
  - 古賀誠史（東福岡→横浜M/横浜FM→福岡→神戸→相模原）
  - 加地亮（滝川二→C大阪→大分→FC東京→G大阪→チーヴァス・USA→岡山）
- DF
  - 金古聖司（東福岡→鹿島→神戸→福岡→名古屋→鹿島→タンピネス・ローバース→ミトラ・クカール）
  - 千代反田充（東福岡→筑波大学→福岡→新潟→名古屋→磐田→徳島）
  - 手島和希（東福岡→横浜F→京都→G大阪→京都）